# N-ニトロソジメチルアミン
N-ニトロソジメチルアミン（N-Nitrosodimethylamine, NDMA）は、ジメチルニトロサミン（dimethylnitrosamine、DMN）としても知られており、(CH3)2NNOで表される有機化合物。ニトロソアミン構造をもつグループの中で、最も単純なものの1つ。揮発性で黄色の油状。NDMAは、非常に肝毒性があり、実験動物で知られている発がん性物質であることが広く注目されている。

## 発生

### 飲料水
NDMAがより一般的に懸念されるのは、塩素消毒やクロラミン処理による水処理で、生成する可能性があるということである。問題は、どの程度のレベルで生成されるかということで、米国カリフォルニア州では、許容濃度は10 ng/L、カナダのオンタリオ州では9 ng/Lを基準としている。ジメチルアミンを含む可能性のある再生水では、より大きな問題となる可能性がある。さらに、NDMAは陰イオン交換樹脂による水処理中に生成または溶出する可能性がある。
NDMAの飲料水への汚染は、有害な濃度が微量であること、その検出が困難であること、飲料水からの除去が困難であることから、特に懸念されている。生分解、吸着、揮発しにくい性質がある。そのため、活性炭では除去できず、土壌中を容易に移動する。比較的高レベルの200～260 nm紫外線を照射すると、N-N結合が破壊されるため、NDMAを分解するために使用することができる。さらに、逆浸透法ではNDMAの約50%を除去することができる。

### 生肉
NDMAは、生肉、魚、ビール、タバコの煙など、人間が消費する多くの品目に低レベルで存在する。

### ロケット燃料
ロケット燃料である非対称ジメチルヒドラジンは、NDMAの前駆体として非常に有効である。
(CH3)2NNH2  +  2 O   →  (CH3)2NNO  +  H2O
ロケット発射場付近の地下水には、しばしばNDMAが高レベルで存在する。

## 規制

### 米国
アメリカ合衆国環境保護庁（EPA）は、飲料水におけるNDMAの最大許容濃度を7 ng/Lと決定した。高用量では、ラットでは「肝臓の線維化を引き起こす強力な肝毒素」である。
米国では、米国緊急事態計画および地域社会の知る権利法（42 U.S.C. 11002）のセクション 302 で定義されているように、非常に危険な物質に分類されており、大量に生産、保管、または使用する施設は厳格な報告義務の対象となる。
NDMAは、高血圧や心不全の治療に使用されるバルサルタンや他のアンジオテンシンⅡ受容体拮抗薬（ARB）に不純物として含まれていることが判明した。米国食品医薬品局（FDA）は、NDMAおよび/またはN-ニトロソジエチルアミン（NDEA）が暫定的な許容摂取限度を超えるレベルであることを確認し、影響を受けた医薬品は2019年11月現在、リコールされている
FDAはまた、特にこれらの制酸剤が室温よりも暖かい場所に保管されている場合、時間の経過とともにラニチジン中に形成されるNDMAの許容できないレベルのため、ザンタックなどのラニチジンを含む制酸剤のメーカーに対し、製品のリコールを要請している。
FDAはさらに、メトホルミン徐放剤（ER）のメーカーに対し、許容できないレベルのNDMAのために製品のリコールを要請している。

### 欧州連合
2020年7月、欧州医薬品庁（EMA）の欧州医薬品委員会（Committee for Medicinal Products for Human Use、CHMP）は、企業に対し、ヒト用医薬品中のニトロソアミンの存在を可能な限り制限し、これらの不純物のレベルが設定された限界値を超えないようにするための措置を講じることを求める意見書を発表した。ニトロソアミンは、ヒトの潜在的発がん性物質（発がんの原因となりうる物質）に分類されている。医薬品中のニトロソアミンの制限値は、生涯の曝露量に基づいて国際的に合意された基準（ICH M7(R1)）を用いて設定されている。 一般的に、ヒトでは、医薬品中のニトロソアミンによる生涯の発がんリスクが10万人に1人を超えてはならない。EUの規制当局は、2018年半ばに初めて医薬品中のニトロソアミンを認識し、医薬品のリコールや特定のメーカーの活性物質の使用停止などの規制措置を取った。その後の2019年のサルタン血圧治療薬のCHMPレビューでは、サルタンの製造に関する新たな要件が示され、ラニチジンのレビューでは2020年にEU全体でのラニチジン治療薬の使用停止が勧告された。

## 化学
NDMAのC2N2Oコアは、X線結晶構造解析によって確立され、平面的である。中心の窒素は2つのメチル基とNO基に120°の結合角で結合している。N-N距離は1.32Å、N-O距離は1.26Åである
。
NDMAは、ジメチルホルムアミドの加水分解など、さまざまなジメチルアミン含有化合物から形成される。ジメチルアミンは非対称ジメチルヒドラジンに酸化されやすく、空気酸化してNDMAになる。
実験室では、亜硝酸とジメチルアミンを反応させることでNDMAを合成することができる。
HONO  +  (CH3)2NH  →   (CH3)2NNO  +  H2O
発がん性のメカニズムは、代謝活性化によりアルキル化剤であるメチルジアゾニウムが生成されることである。

Metabolic activation of NDMA relevant to its cancer-causation.

## 毒として
NDMAが意図的に他人を毒殺するために使用されたいくつかの事件が、メディアの注目を集めている。1978年には、ドイツのウルムの教師が、ジャムにNDMAで毒を盛って妻を殺害しようとし、それを妻に食べさせたことで終身刑を宣告された。同じく1978年に、スティーブン・ロイ・ハーパーがネブラスカ州オマハのジョンソン家でレモネードにNDMAを混ぜて飲ませた。この事件により、30歳のドウェイン・ジョンソンと11カ月のチャド・シェルトンが死亡した。彼の罪により、ハーパーは死刑を宣告されたが、彼の死刑が執行される前に刑務所で自殺した 。
2013年の復旦中毒事件では、中国・上海で復旦大学の大学院生で医学生だった黄楊が被害に遭った。黄が毒殺されたのは、ルームメイトの林仙浩が、寮の水冷器にNDMAを入れていたためだった。林は、エイプリルフールの冗談でやっただけだと主張した。彼は死刑判決を受け、2015年に死刑が執行された。 2018年には、カナダのキングストンにあるクイーンズ大学で起きた毒殺未遂事件でNDMAが使用された。

## 薬物汚染
2018年、そして2019年後半にも、N-ニトロソジメチルアミンの混入を理由に、バルサルタンのさまざまなブランドがリコールされた。 2019年には、NDMAの混入を理由に、ラニチジンが世界中でリコールされた。 2019年12月、FDAは糖尿病治療薬メトホルミンのサンプルについて、発がん性物質であるN-ニトロソジメチルアミン（NDMA）の検査を開始した。FDAの発表は、シンガポールでメトホルミンの3つのバージョンがリコールされたこと、および欧州医薬品庁が製造業者にNDMAの検査を依頼したことに続いて行われた。
2019年9月、多くのメーカーのラニチジン製品から発がん性物質N-ニトロソジメチルアミン（NDMA）が発見され、リコールが発生した。2020年4月には、これらの懸念から米国市場からの撤退と欧州連合での販売停止が発表された。